# Umbogrella
Umbogrella is een geslacht van hooiwagens uit de familie Sclerosomatidae.
De wetenschappelijke naam Umbogrella is voor het eerst geldig gepubliceerd door Roewer in 1955. 

## Soorten
Umbogrella is monotypisch en omvat slechts de volgende soort:
- Umbogrella minuta